# Danh sách đĩa nhạc của KOTOKO
Đây là danh sách đĩa nhạc của ca sĩ người Nhật KOTOKO, thành viên của I've Sound.

## Đĩa đơn
| #        | Thông tin | Doanh số |
| -------- | --- | -------- |
| Đầu tay  | Oboetete ii yo/DuDiDuWa*lalala - Ngày phát hành: 11 tháng 8 năm 2004 - Từ album: Garasu no Kaze - Vị trí xếp hạng trong tốp 200 của Oricon: #15 - Ca khúc chủ đề trong: Mahou Shoujo Tai Arusu | 19.000   |
| Thứ hai  | Re-sublimity - Ngày phát hành: 17 tháng 11 năm 2004 - Từ album: Garasu no Kaze - Vị trí xếp hạng trong tốp 200 của Oricon: #8 - Ca khúc chủ đề trong: Kannazuki no Miko                        | 50.000   |
| Thứ ba   | Radiance / Chi ni Kaeru: On the Earth - Ngày phát hành: 23 tháng 2 năm 2005 - Vị trí xếp hạng trong tốp 200 của Oricon: #19 - Ca khúc chủ đề trong: Starship Operators                         | 29.000   |
| Thứ tư   | 421: A Will - Ngày phát hành: 13 tháng 10 năm 2005 - Từ album: Garasu no Kaze & Uzu-Maki - Vị trí xếp hạng trong tốp 200 của Oricon: #16                                                       | 14.000   |
| Thứ năm  | Being - Ngày phát hành: 23 tháng 3 năm 2006 - Từ album: Uzu-Maki - Vị trí xếp hạng trong tốp 200 của Oricon: #4 - Ca khúc chủ đề trong: Shakugan no Shana                                      | 35.000   |
| Thứ sáu  | Chercher - Ngày phát hành: 25 tháng 10 năm 2006 - Từ album: Uzu-Maki - Vị trí xếp hạng trong tốp 200 của Oricon: #16 - Ca khúc chủ đề trong: Maria-sama ga Miteru OVA                          | 19.000   |
| Thứ bảy  | Kirei na Senritsu - Ngày phát hành: 7 tháng 3 năm 2007 - Vị trí xếp hạng trong tốp 200 của Oricon: #18 - Ca khúc chủ đề trong: Maria-sama ga Miteru OVA                                        | 12.000   |
| Thứ tám  | Hayate no Gotoku! - Ngày phát hành: 23 tháng 5 năm 2007 - Từ album: Epsilon no Fune - Vị trí xếp hạng trong tốp 200 của Oricon: #7 - Ca khúc chủ đề trong: Hayate no Gotoku!                   | 34.000   |
| Thứ chín | Shichiten Hakki Shijou Shugi! - Ngày phát hành: 17 tháng 10 năm 2007 - Từ album: Epsilon no Fune - Vị trí xếp hạng trong tốp 200 của Oricon: #8 - Ca khúc chủ đề trong: Hayate no Gotoku!      | 29.000   |
| Thứ mười | Real Onigokko - Ngày phát hành: 19 tháng 12 năm 2007 - Từ album: Epsilon no Fune - Vị trí xếp hạng trong tốp 200 của Oricon: #15 - Ca khúc chủ đề trong: Real Onigokko                         | 14.000   |
| Thứ 11   | Blaze - Ngày phát hành: 13 tháng 3 năm 2008 - Từ album: Epsilon no Fune - Vị trí xếp hạng trong tốp 200 của Oricon: #13 - Ca khúc chủ đề trong: Shakugan no Shana II                           | 27.000   |
| Thứ 12   | Special Life! - Ngày phát hành: 21 tháng 5 năm 2008 - Vị trí xếp hạng trong tốp 200 của Oricon: #13 - Ca khúc chủ đề trong: Kamen no Maid Guy                                                  | 14.500   |
| —        | U Make Ai Dream - Ngày phát hành: 3 tháng 12 năm 2008 - Vị trí xếp hạng trong tốp 200 của Oricon: #46 - Ca khúc chủ đề trong: Ai Sp@ce                                                         | 5.600    |
| —        | Ao-Iconoclast / Pigeon-The Green-ey'd Monster - Ngày phát hành: 24 tháng 6 năm 2009 - Vị trí xếp hạng trong tốp 200 của Oricon: #26 - Ca khúc chủ đề trong: BlazBlue: Calamity Trigger         | 7.000    |
| —        | Snipe - Ngày phát hành: 24 tháng 6 năm 2009 - Vị trí xếp hạng trong tốp 200 của Oricon: #43 | 6.200    |
| Thứ 13   | Daily-daily Dream - Ngày phát hành: 26 tháng 8 năm 2009 - Vị trí xếp hạng trong tốp 200 của Oricon: #16 - Ca khúc chủ đề trong: Hayate no Gotoku!!                                             | 10.428   |
| Thứ 14   | Screw - Ngày phát hành: 2 tháng 12 năm 2009 - Vị trí xếp hạng trong tốp 200 của Oricon: #24 - Ca khúc chủ đề trong: Assault Girls                                                              | 4.649    |
| Thứ 15   | Hekira no Sora e Izanaedo - Ngày phát hành: 7 tháng 7 năm 2010 - Vị trí xếp hạng trong tốp 200 của Oricon: #18 - Ca khúc chủ đề trong: BlazBlue: Continuum Shift                               | 7.618    |
| Thứ 16   | Loop-the-Loop - Ngày phát hành: 20 tháng 10 năm 2010 - Vị trí xếp hạng trong tốp 200 của Oricon: #18 - Ca khúc chủ đề trong: Motto To Love-Ru                                                  | 4.304    |

## Đĩa đơn khác
| Thông tin | Doanh số |
| --- | -------- |
| Love a Riddle / I Can't Get Over Your Best Smile - Ngày phát hành: 5 tháng 12 năm 2001 - Vị trí xếp hạng trong tốp 200 của Oricon: N/A - Ca khúc chủ đề trong: Onegai Teacher | ---      |
| Shooting Star - Ngày phát hành: 26 tháng 1 năm 2002 - Vị trí xếp hạng trong tốp 200 của Oricon: #62 - Ca khúc chủ đề trong: Onegai Teacher                                    | 17.000   |
| Second Flight - Ngày phát hành: 24 tháng 7 năm 2003 - Vị trí xếp hạng trong tốp 200 của Oricon: #15 - Ca khúc chủ đề trong: Onegai Twins                                      | 35.000   |
| Face of Fact (Resolution Ver.) - Ngày phát hành: 1 tháng 3 năm 2006 - Vị trí xếp hạng trong tốp 200 của Oricon: #21 - Ca khúc chủ đề trong: Baldr Force EXE Resolution OVA    | 15.000   |

## Album
| #       | Thông tin                                                                                              | Doanh số |
| ------- | --- | -------- |
| Đầu tay | Hane - Ngày phát hành: 21 tháng 4 năm 2004 - Vị trí xếp hạng trong tốp 300 của Oricon: #7              | 40,000   |
| Thứ hai | Garasu no Kaze - Ngày phát hành: 8 tháng 6 năm 2005 - Vị trí xếp hạng trong tốp 300 của Oricon: #6     | 48.000   |
| Thứ ba  | Uzu-Maki - Ngày phát hành: 13 tháng 12 năm 2006 - Vị trí xếp hạng trong tốp 300 của Oricon: #16        | 37.000   |
| Thứ tư  | Epsilon no Fune - Ngày phát hành: 14 tháng 10 năm 2009 - Vị trí xếp hạng trong tốp 300 của Oricon: #12 | 15.000   |

## Album tổng hợp
| #       | Thông tin | Doanh số |
| ------- | --- | -------- |
| Đầu tay | Anime's Compilation Best - Ngày phát hành: 23 tháng 12 năm 2009 - Vị trí xếp hạng trong tốp 300 của Oricon: #32 | 9.801    |

## Album khác

### Sora wo Tobetara...
Phát hành ngày 29 tháng 12 năm 2000
1. ミルク / Milk
2. 疾風雲 / Hayategumo
3. PhuLa PhuLa
4. カナリヤ / Kanariya
5. 鼓動 / Kodou
6. もしも… / Moshimo...
7. ゆうえんち / Yuuenchi
8. サヨナラ・ジレンマ / Sayonara Dilemma
9. アスピリン / Aspirin
10. 羽 / Hane
11. 春色 / Haruiro

### Hitorigoto (mini album)
1. ひとりごと / Hitorigoto
2. 疾風雲 / Hayategumo
3. ひとりごと(Karaoke ver.)
4. 疾風雲(Karaoke ver.)
5. ひとりごと(Instrumental ver.)
6. 疾風雲(Instrumental ver.)

### Hane Live Tour 2004 Limited Edition Album
1. Suppuration
2. β－粘土の惑星 / β－Nendo no Hoshi
3. 地に還る / Chi ni Kaeru
4. 冬の雫: White Summer Style / Fuyu no Shizuku: White Summer Style

## I've Girls Compilations

### Disintegration
Phát hành ngày 26 tháng 6 năm 2002
1. 涙の誓い / Namida no Chikai
2. Flow: 水の生まれた場所 / Flow: Mizu no Umareta Basho
3. I Can't Get Over Your Best Smile
4. Resolution of Soul
5. Wing My Way
6. 君よ、優しい風になれ / Kimi yo, Yasashii Kaze ni Nare

### Lament
Phát hành ngày 5 tháng 9 năm 2003
1. Face of Fact
2. Save Your Heart: Album Mix (with Kaori Utatsuki)
3. 遮光: Album Mix / Kageri: Album Mix
4. Feel in Tears
5. 夏草の線路: Album Mix / Natsukusa no Senro (with Kaori Utatsuki)
6. Lament

### Out Flow
Phát hành ngày 5 tháng 9 năm 2003
1. Heart of Hearts
2. Close to Me...
3. Sensitive

### Collective
Phát hành ngày 30 tháng 9 năm 2005
1. Abyss
2. We Survive
3. Lupe
4. Imaginary Affair
5. Trust You're Truth: 明日を守る約束 / Trust You're Truth: Ashita wo Mamoru Yakusoku
6. Collective

## Album khác của I've Sound

### Dear Feeling
Phát hành ngày 29 tháng 12 năm 2000
1. Prime (KOTOKO to Aki)
2. 空より近い夢: Second Track / Sora Yori Chikai Yume: Second Track (KOTOKO to Aki)
3. 明日の向こう / Ashita no Mukou

### Dirty Gift
Phát hành ngày 29 tháng 12 năm 2002
1. Dirty Boots (Outer)

### I've Remix Style Mixed Up
Phát hành ngày 29 tháng 12 năm 2004
1. 涙の誓い: The Divine Pledge of Tears / Namida no Chikai: The Divine Pledge of Tears

### I've Mania Tracks Vol.1
Phát hành ngày 29 tháng 12 năm 2007
1. Synthetic Organism (Outer)
2. Hallucino: Remix
3. Time Heals All Sorrows
4. L.A.M: Laze and Meditation: 2001 P.V Long Arrange Mix (Outer)
5. Crossed Destiny
6. Philosophy: Proto Type Mix
7. Leave Me Hell Alone (Outer)

### Master Groove Circle
Phát hành ngày 24 tháng 9 năm 2008
1. Suppuration: Core (G.M.S. remix)
2. リアル鬼ごっこ / Real Onigokko (Ben Watkins from Juno Reactor remix)
3. Re-sublimity (Shiva Joerg & Hard Stuff remix)
4. Uzu-Maki (Eat Static remix)

### The Front Line Covers
Phát hành ngày 28 tháng 12 năm 2008
1. 季節の雫 / Kisetsu no Shizuku
2. Belvedia

### I've Sound 10th Anniversary 「Departed to the future」 Special CD Box
Phát hành ngày 25 tháng 3 năm 2009
1. snIpe
2. Close to Me...: I've in Budokan 2009 Live Ver.
3. Snipe: Instrumental
4. Snipe PV
5. 「Departed to the Future」Chapter2:KOTOKO

## Album Short Circuit

### Short Circuit
Phát hành ngày 27 tháng 11 năm 2003
1. Change My Style: Anata no Konomi no Watashi ni (あなた好みの私に?)
2. Ren'ai CHU!: Remix (恋愛CHU！?) (with Kaori Utatsuki)
3. Sakuranbo Kiss: Bakuhatsu Damo n (さくらんぼキッス: 爆発だも ん?)
4. You're My Treasure (with Aki and Rimikka)
5. Achichina Natsu no Monogatari (あちちな夏の物語り?)
6. Magical Sweetie
7. Cream+Mint
8. Omoide wa Kaze no Naka de... (想い出は風の中で…?)
9. Short Circuit

### Short Circuit II
Phát hành ngày 22 tháng 6 năm 2007
1. Nee,...Shiyou yo! (ねぇ、…しようよっ！?)
2. Seishun Rocket (↑青春ロケット↑ ?)
3. Princess Bride!
4. Atarashii Koi no Katachi: Short Circuit Edit (新しい恋のかたち?)
5. Mighty Heart: Aru Hi no Kenka, Itsumo no Koigokoro (ある日のケンカ、いつもの恋心?)
6. Hajimemashite, Koi. (はじめまして、恋。?)
7. Otomegokoro Tasu Nekomimi no Heihoukon wa Mugen (乙女心＋√ネコミミ＝∞?) (with Eiko Shimamiya)
8. Kyururun Kiss de Jumbo (きゅるるんkissでジャンボ♪♪?)
9. Princess Brave!
10. Maple Syrup (めぃぷるシロップ?)
11. Double HarmoniZe Shock!! (with Kaori Utatsuki)

## Bài hát khác
- A Piacere (Chanter: キミの歌がとどいたら)
[Lời: KOTOKO, Soạn nhạc/Cải biên: Kazuya Takase]
- Absurd (まいにち好きして)
[Lời: KOTOKO, Soạn nhạc/Cải biên: C.G mix]
- Achichina Natsu no Monogatari (あちちな夏の物語り?) (Ripple: ブルーシールへようこそっ)
[Lời: KOTOKO, Soạn nhạc/Cải biên: Kazuya Takase]
- Akanezora: Sore ga Bokura no Sekai Datta (茜空: それがぼくらの世界だった?) (真剣で私に恋しなさい！)
[Lời: KOTOKO, Soạn nhạc/Cải biên: C.G mix]
- Allegretto: そらときみ / Allegretto: Sora to Kimi (Kono Aozora ni Yakusoku o)
[Lời: KOTOKO, Soạn nhạc/Cải biên: C.G mix]
- Amethyst (兄嫁)
[Lời: KOTOKO, Soạn nhạc/Cải biên: C.G mix]
- Amethyst: Remix (妻みっくす)
[Lời: KOTOKO, Soạn nhạc: C.G mix, Cải biên: Fish Tone]
- Ano Hi no Kimi e (あの日の君へ?) (Stokesia)
[Lời: KOTOKO, Soạn nhạc/Cải biên: Kazuya Takase]
- Blossomdays (ハチミツ乙女blossomdays)
[Lời: Shishi Matsushima; Soạn nhạc/Cải biên: C.G mix]
- Boundary Line (Silent Half)
[Lời/Soạn nhạc: Takao Ichiyanagi, Cải biên: I've Sound]
- Bumpy-Jumpy! [ナツユメナギサ: Natsu Yume Nagisa]
[Lời: KOTOKO, Soạn nhạc: Tomoyuki Nakazawa, Cải biên: Tomoyuki Nakazawa, Takeshi Ozaki]
- Cave (Deep2)
[Lời: KOTOKO, Soạn nhạc: Kazuya Takase, Cải biên: Tomoyuki Nakazawa]
- Change My Style: あなた好みの私に / Change My Style Anata no Konomi no Watashi ni (コスって! My Honey)
[Lời/Soạn nhạc: KOTOKO, Cải biên: Kazuya Takase]
- Close to Me... (Effect: 悪魔の仔)
[Lời: KOTOKO, Soạn nhạc/Cải biên: Kazuya Takase]
- Cream+Mint (ショコラ: Maid Cafe "Curio")
[Lời: KOTOKO, Soạn nhạc/Cải biên: C.G mix]
- Crossed Destiny: Original Arrange (OnlyYou リ・クルス extra disc)
[Lời: KOTOKO, Soạn nhạc: Shade, Cải biên: Kazuya Takase, Tomoyuki Nakazawa]
- Crossed Destiny: Fish中坪 Arrange (OnlyYou リ・クルス extra disc)
[Lời: KOTOKO, Soạn nhạc: Shade, Cải biên: Fish Tone]
- Cross Up (OL姉妹)
[Lời: KOTOKO, Soạn nhạc/Cải biên: Atsuhiko Nakatsubo]
- Do You Feel Loved? (オレ様ティーチャー: 復讐教師のWebカウンセリング)
[Lời: KOTOKO, Soạn nhạc/Cải biên: wata]
- Face of Fact (Baldr Force: バルドフォース)
[Lời: KOTOKO, Soạn nhạc: C.G mix, Cải biên: C.G mix, Fish Tone]
- Face of Fact: Remix (Baldr Force: バルドフォース)
[Lời: KOTOKO, Soạn nhạc: C.G mix, Cải biên: Fish Tone]
- Fatally (Duel Savior)
[Lời: KOTOKO, Soạn nhạc/Cải biên: C.G mix]
- Feel in Tears (Heart of Hearts)
[Lời: KOTOKO, Soạn nhạc/Cải biên: Kazuya Takase]
- Fickle (はらみこ)
[Lời: KOTOKO, Soạn nhạc/Cải biên: Maiko Iuchi]
- Fusion Star (あねいも: アイとHのステップアップ)
[Lời: KOTOKO, Soạn nhạc/Cải biên: C.G mix]
- Flow: 水の生まれた場所 / Flow: Mizu no Umareta Basho (水素: 1/2の奇蹟)
[Lời: KOTOKO, Soạn nhạc/Cải biên: Tomoyuki Nakazawa]
- Genzai no Requiem (原罪のレクイエム?) (Prism Ark)
[Lời: KOTOKO, Soạn nhạc/Cải biên: C.G mix]
- Hajimemashite, Koi. (はじめまして、恋。?) (淫妹Baby)
[Lời: KOTOKO, Soạn nhạc/Cải biên: Kazuya Takase]
- Hallucino (夢幻の迷宮3 Type S)
[Lời: KOTOKO, Soạn nhạc/Cải biên: Tomoyuki Nakazawa]
- Hallucino: Remix (夢幻の迷宮 Platinum Edition SO)
[Lời: KOTOKO, Soạn nhạc: Tomoyuki Nakazawa, Cải biên: SORMA]
- Heart of Hearts (Heart of Hearts)
[Lời: KOTOKO, Soạn nhạc/Cải biên: Kazuya Takase]
- Ideal Forest (無差別恋愛)
[Lời: KOTOKO, Soạn nhạc/Cải biên: Kazuya Takase]
- I Need Magic: 解けないマジ☆キュン♪ / I Need Magic: Kaikenai Majikyun(カラフルウィッシュ: 12コのマジキュン！)
[Lời: KOTOKO, Soạn nhạc/Cải biên: C.G mix]
- I Pray to Stop My Cry (凌辱看護婦学院)
[Lời: KOTOKO, Soạn nhạc/Cải biên: Kazuya Takase]
- I-Doll: Song for Eternity (I-Doll: アイドル)
[Lời: KOTOKO, Soạn nhạc/Cải biên: Kazuya Takase]
- Imaginary Affair (こなたよりかなたまで)
[Lời: KOTOKO, Soạn nhạc/Cải biên: Kazuya Takase]
- Jihad (BALDRSKY Dive2)
[Lời: KOTOKO, Soạn nhạc: C.G mix, Cải biên: C.G mix, Takeshi Ozaki]
- Joushiki! Butler Koushinkyouku (常識！ バトラー行進曲?) (君が主で執事が俺で: お仕え日記)
[Lời: KOTOKO, Soạn nhạc/Cải biên: Maiko Iuchi]
- Jumping Note (うたう♪タンブリング・ダイス)
[Lời: KOTOKO, Soạn nhạc/Cải biên: Wata]
- Just As Time Is Running Out (ぎりギリLove)
[Lời: KOTOKO, Soạn nhạc/Cải biên: C.G mix]
- La Clef: Meikyuu no Kagi (迷宮の鍵?) (異国迷路のクロワーゼ)
[Lời: KOTOKO, Soạn nhạc/Cải biên: Maiko Iuchi]
- Kageri (遮光?) (Coda: 棘)
[Lời: KOTOKO, Soạn nhạc/Cải biên: Tomoyuki Nakazawa]
- Ketsudan no Entrance (決断のentrance?) (Prism Ark らぶ2マキシマム)
[Lời: KOTOKO, Soạn nhạc/Cải biên: C.G mix]
- Kimi yo, Yasashii Kaze ni Nare (君よ、優しい風になれ?) (とらいあんぐるハート3 リリカルおもちゃ箱)
[Lời: Maki Tsuzuki, KOTOKO, Soạn nhạc/Cải biên: KOTOKO]
- Kyururun Kiss de Jumbo (きゅるるんKissでジャンボ♪♪?) (カラフルハート: 12コのきゅるるん♪)
[Lời: KOTOKO, Soạn nhạc/Cải biên: C.G mix]
- Leaf Ticket (パルフェ: ショコラ　Second Brew)
[Lời: KOTOKO, Soạn nhạc/Cải biên: C.G mix]
- Lilies Line (チアフル! オリジナルサウンドトラック)
[Lời: KOTOKO, Soạn nhạc/Cải biên: C.G mix]
- Loose (Scarlett)
[Lời: KOTOKO, Soạn nhạc: Kazuya Takase, Cải biên: Atsuhiko Nakatsubo]
- Lupe (陵辱制服女学園: 恥蜜に濡れた制服)
[Lời: KOTOKO, Soạn nhạc/Cải biên: Atsuhiko Nakatsubo]
- Magical Sweetie (お姫さまだっこ: 天使にオシオキ)
[Lời: KOTOKO, Soạn nhạc: Kazuya Takase, Cải biên: Tomoyuki Nakazawa]
- Mirabilis (B: 蒼き背徳)
[Lời: KOTOKO, Soạn nhạc/Cải biên: Kazuya Takase]
- Mighty Heart: ある日のケンカ、いつもの恋心 (つよきす)
[Lời/Soạn nhạc: KOTOKO, Cải biên: Maiko Iuchi]
- Namida no Chikai (涙の誓い?) (とらいあんぐるハート3: Sweet Songs Forever)
[Lời/Soạn nhạc/Cải biên: Kazuya Takase]
- Now and Heaven: KOTOKO Ver. (淫らな罪: 悦楽の終日)
[Lời/Soạn nhạc: Kazuya Takase, Cải biên: Atsuhiko Nakatsubo]
- Oblivion (私立レイプ女学院)
[Lời: KOTOKO, Soạn nhạc/Cải biên: C.G mix]
- O*ma*ma*go*to (お*ま*ま*ご*と?) (お保母ごと)
[Lời/Soạn nhạc: KOTOKO, Cải biên: C.G mix]
- Omoide wa Kaze no Naka de... (想い出は風の中で…?) (犠妹: 背徳の契り)
[Lời: KOTOKO, Soạn nhạc: Kazuya Takase, Cải biên: Atsuhiko Nakatsubo]
- Omoide wa Kaze no Naka de...: Remix (想い出は風の中で…: Remix?) (犠妹: 背徳の契り)
[Lời: KOTOKO, Soạn nhạc: Kazuya Takase, Cải biên: Atsuhiko Nakatsubo]
- Onaji Sora no Shita de (同じ空の下で?) (家族計画/Kazoku Keikaku)
[Lời: Momo, Kazuya Takase, Soạn nhạc/Cải biên: Kazuya Takase]
- Philosophy: Proto Type Ver. (I've Mania Tracks Vol.1)
[Lời: KOTOKO, Kazuya Takase, Soạn nhạc/Cải biên: Kazuya Takase]
- Princess Brave! （Princess Brave 雀卓の騎士)
[Lời: Utsuro Akuta, Soạn nhạc: Tomoyuki Nakazawa Cải biên: Tomoyuki x Takeshi]
- Princess Bride! (Princess Bride)
[Lời: Utsuro Akuta, Soạn nhạc: KOTOKO, Cải biên: Sorma]
- Raspberry (らずべりー?) (らずべりー)
[Lời: KOTOKO, Soạn nhạc/Cải biên: C.G mix]
- Repeat: Remix (G-Mix)
[Lời/Soạn nhạc/Cải biên: Kazuya Takase]
- Resolution of Soul (D+Vine [Luv])
[Lời: KOTOKO, Soạn nhạc/Cải biên: Kazuya Takase]
- Restoration: 沈黙の空 / Restoration: Chinmoku no Sora (Baldrsky)
[Lời: KOTOKO, Soạn nhạc/Cải biên: C.G mix]
- Rime (犠母姉妹)
[Lời: KOTOKO, Soạn nhạc/Cải biên: C.G mix]
- Room (君が主で執事が俺で)
[Lời: KOTOKO, Soạn nhạc/Cải biên: C.G mix]
- Sakuranbo Kiss: Bakuhatsu Damo n (さくらんぼキッス: 爆発だも ん?) (カラフルキッス: 12コの胸キュン!)
[Lời: KOTOKO, Soạn nhạc/Cải biên: C.G mix]
- Sensitive (犠妹: 背徳の契り)
[Lời: KOTOKO, Soạn nhạc/Cải biên: Kazuya Takase]
- Sensitive: Remix (犠妹: 背徳の契り)
[Lời: KOTOKO, Soạn nhạc/Cải biên: Kazuya Takase]
- Sledgehammer Romance (Princess Bride)
[Lời: Masaki Motonaga, Soạn nhạc: KOTOKO, Cải biên: Sorma]
- Stars Biscuit (ふりフリ: ふつうのまいにちにわりこんできた、フシギなリンジンたちのおはなしおはなし)
[Lời: KOTOKO, Soạn nhạc/Cải biên: Maiko Iuchi]
- Swift Love: 健全男子にモノ申す (つよきす2学期)
[Lời: KOTOKO, Soạn nhạc/Cải biên: Maiko Iuchi]
- Symphony: 星たちの詩 (KOTOKO Live 2006 in Yokohama Arena)
[Lời: KOTOKO, Soạn nhạc/Cải biên: Kazuya Takase]
- Time Heals All Sorrows (Care: 癒すべき不治の狂気)
[Lời: KOTOKO, Soạn nhạc/Cải biên: Kazuya Takase]
- Time Rolls On... (Deep Fantasy)
[Lời: KOTOKO, Soạn nhạc: Kazuya Takase, Cải biên: Atsuhiko Nakatsubo]
- Undying Love (Alma: ずっとそばに…)
[Lời: Sakigake, Soạn nhạc: F-ace, Cải biên: Kazuya Takase]
- Undying Love: Remix (Alma Sound Track: ずっと聴いて♪)
[Lời: Sakigake, Soạn nhạc: F-ace, Cải biên: Atsuhiko Nakatsubo]
- Unsymmetry (ぎりギリLOVE)
[Lời: KOTOKO, Soạn nhạc/Cải biên: C.G mix]
- We Survive (V.G. NEO)
[Lời: KOTOKO, Soạn nhạc/Cải biên: C.G mix]
- Went Away (夏色の砂時計)
[Lời: KOTOKO, Soạn nhạc/Cải biên: Kazuya Takase]
- Wind of Memory: 記憶の風 (巫女舞: ただ一つの願い)
[Lời: KOTOKO, Soạn nhạc/Cải biên: Wata]
- Wing My Way (ファーランドシンフォニー)
[Lời: KOTOKO, Soạn nhạc/Cải biên: Kazuya Takase]
- Ya・Ku・So・Ku (水素: 1/2の奇蹟)
[Lời: KOTOKO, Soạn nhạc/Cải biên: Kazuya Takase]
- Yumemiboshi Boom! Boom! (ユメミボシ: Boom！ Boom！?) (ティンクル☆くるせいだーす)
[Lời: KOTOKO, Soạn nhạc: Tomoyuki Nakazawa, Cải biên: Tomoyuki Nakazawa, Takeshi Ozaki]
- Zutto Soba ni... (ずっとそばに…?) (Alma: ずっとそばに…)
[Lời: Sakigake, Soạn nhạc: F-ace, Cải biên: Kazuya Takase]

## I've Special Unit
- Crash Course: 恋の特別レッスン / Crash Course: Koi no Tokubetsu Lesson (メアメアメア)
[Lời: KOTOKO, Soạn nhạc/Cải biên: C.G mix]
- Prime (Dear Feeling)
[Lời: KOTOKO, Soạn nhạc/Cải biên: Kazuya Takase]
- Save Your Heart (注射器2)
[Lời: KOTOKO, Soạn nhạc/Cải biên: Kazuya Takase]
- Save Your Heart: Album Mix (Lament)
[Lời: KOTOKO, Soạn nhạc/Cải biên: Kazuya Takase]
- Second Flight (おねがい☆ツインズ)
[Lời: KOTOKO, Soạn nhạc: Kazuya Takase, Cải biên: Kazuya Takase, Tomoyuki Nakazawa]
- See You: 小さな永遠 / See You: Chiisana Eien (とらいあんぐるハート3: Sweet Songs Forever)
[Lời: Maki Tsuzuki, Kazuya Takase, Soạn nhạc/Cải biên: Kazuya Takase]
- See You: 小さな永遠 P.V ver. / See You: Chiisana Eien P.V ver. (I've P.V Collection Vol.3)
[Lời: Maki Tsuzuki, Kazuya Takase, Soạn nhạc: Kazuya Takase, Cải biên: Kazuya Takase, Atsuhiko Nakatsubo]
- You're My Treasure (Spot Light: 欲望と羨望の狭間)
[Lời: KOTOKO, Soạn nhạc/Cải biên: Kazuya Takase]
- 乙女心＋√ネコミミ＝∞ / Otomegokoro Tasu Nekomimi no Heihoukon wa Mugen (王立ネコミミ学園: あなたのための発情期♪)
[Lời: KOTOKO, Soạn nhạc/Cải biên: Tomoyuki Nakazawa]
- 君と夢を信じて / Kimi to Yume wo Shinjite (I-Doll: アイドル)
[Lời: KOTOKO, Soạn nhạc/Cải biên: Kazuya Takase]
- 空より近い夢: Second Track / Sora Yori Chikai: Second Track (Dear Feeling)
- 夏草の線路 / Natsukusa no Senro (Railway: ここにある夢)
[Lời: ---, Soạn nhạc: Kazuya Takase, Cải biên: Tomoyuki Nakazawa]
- 夏草の線路: Album Mix / Natsukusa no Senro: Album Mix (Lament)
[Lời: ---, Soạn nhạc: Kazuya Takase, Cải biên: Tomoyuki Nakazawa, Kazuya Takase]
- 恋愛Chu！ / Ren'ai Chu! (恋愛Chu!: 彼女のヒミツはオトコのコ?)
[Lời: KOTOKO, Soạn nhạc/Cải biên: Tomoyuki Nakazawa]
- 恋愛Chu！ パラパラリミックス 1 / Ren'ai Chu! Paraparamix 1 (もっとLOVEちゅ!)
[Lời: KOTOKO, Soạn nhạc: Tomoyuki Nakazawa, Cải biên: C.G mix]
- 恋愛Chu！ パラパラリミックス 2 / Ren'ai Chu! Paraparamix 2 (もっとLOVEちゅ!)
[Lời: KOTOKO, Soạn nhạc: Tomoyuki Nakazawa, Cải biên: C.G mix]
- 恋愛Chu！: Remix / Ren'ai Chu!: Remix (Short Circuit)
[Lời: KOTOKO, Soạn nhạc/Cải biên: Tomoyuki Nakazawa]
- 天壌を翔る者たち / Tenjou wo Kakeru Monotachi (Love Planet Five)
[Lời: KOTOKO, Soạn nhạc/Cải biên: Kazuya Takase]

## Công việc thêm
- Bright Wings (とらいあんぐるハート's Sound Stage 5)
- Inside of a Wilderness (とらいあんぐるハート: Sweet Song Forever)
- Inside of a Wilderness (Midnight Calling Ver) (Starry Crystal Fiasse Crystela Compilation Album)
- My Gentle Days (とらいあんぐるハート's Sound Stage X)
- My Gentle Days (Rhythmic ver) (Starry Crystal Fiasse Crystela Compilation Album)
- Snow Angel (Onegai Teacher: Stokesia)
- Sweet Songs Ever with You (とらいあんぐるハート: Sweet Song Forever)
- ちいさなぼくのうた: Wings Version / Chiis na Boku no Uta: Wings version (とらいあんぐるハート's Sound Stage 2)
- 夢を求めて… / Yume wo Motomete... (コンサドーレ札幌)
- ワタシはウタがヘタ / Watashi wa Uta ga Heta (誕生日: 通い妻（自称）日記)
- ワタシはウタがヘタだけど / Watashi wa Uta ga Heta Dakedo (誕生日: 通い妻（自称）日記)

5 nhạc phẩm kế tiếp gắn nhãn Outer:
- Synthetic Organism (発情カルテ: 緋色の凌辱肉玩具)
- L.A.M: Laze and Meditation (懲らしめ: 狂育的指導)
- Leave Me Hell Alone (Devote2: いけない放課後)
- Dirty Boots (Dirty Gift)
- Ha!!!ppiness (新妻は魔法少女)

## DVD có sự tham gia của KOTOKO
Từ I've Sound:
- 『prime prototype』 (29 tháng 12 năm 2000, trong Comiket 59) trong: prime（Promotion Video）/ prime
- 『I've P.V Collection vol.1』 (29 tháng 12 năm 2001, in Comiket 61) trong: L.A.M: Laze and Meditation （Promotion Video）/ repeat (Video quảng cáo, cùng với Mell)
- 『I've P.V Collection vol.2』 (29 tháng 12 năm 2002, trong Comiket 63) trong: 疾風雲 hayategumo (Promotion Video) / 疾風雲 hayategumo
- 『I've P.V Collection vol.3』 (5 tháng 9 năm 2003, với I've Special Unit) trong: See You: 小さな永遠 (chiisana eien): P.V Mix (Promotion Video) / See You: 小さな永遠 (chiisana eien) P.V Mix/ Aibu Woozu (アイブ ウォーズ)

Từ Geneon Entertainment:
- 『KOTOKO Live Tour 2004 Winter: 冬の雫が連れて来た君が聖者だ (fuyu no shizuku ga tsure kita kimi ga seija da) Happy White X'mas』 (1 tháng 4 năm 2005, Geneon Entertainment & I've DVD)

Đĩa 1 gồm: Suppuration, Core, Re-sublimity, Asura, Lament, 羽(hane), Trust You're Truth: 明日を守る約束 (ashita wo mamoru yakusoku), Snow Angel, Imaginary Affair, 地に還る (chi ni kaeru), 覚えてていいよ (oboetete iiyo), Face of Fact, I Pray to Stop My Cry, Shooting Star, Just As Time Is Running Out, and 冬の雫 (fuyu no shizuku)
Đĩa 2 gồm: きゅるるんkissでジャンボ♪♪ (kyururun kiss de janbo), らずべりー (rasuberii), Short Circuit, メイキング映像 (meikingu eizou, lit. Making of), and インタビュー映像 (intabyuu eizou)
『KOTOKO Live Tour 2004 Winter: 冬の雫が連れて来た君が聖者だ』DVD có kế hoạch phát hành tại Mỹ vào ngày 4 tháng 7 năm 2006.
- KOTOKO 2005　ファンクラブイベントDVD（会報Vol.4）
- KOTOKO 2007 Countdown ファンクラブイベントDVD
- Starlight Symphony: KOTOKO Live 2006 in Yokohama Arena - (phát hành ngày 29 tháng 8 năm 2007)

## Biểu diễn trực tiếp
- KOTOKO First Live Tour 2004 ＜羽: Hane＞
- KOTOKO Live Tour 2004: 冬の雫が連れて来た君が聖者だ Happy White X'mas
- KOTOKO Live Tour 2005: 硝子の靡風
- I've in Budokan 2005: Open the Birth Gate (15 tháng 10 năm 2005)
- KOTOKO Live House Tour 2006: 日本列島を食い尽くせ!駆け回り食べまくり! (20 tháng 7 - 20 tháng 8 năm 2006)
- KOTOKO Live in Yokohama Arena (1 tháng 12 năm 2006)
- KOTOKO Band Battle in Nagoya
- Mutant Dwarf Presents KOTOKO Countdown Special Live 2006-2007
- KOTOKO Asia Tour 2007 in Taiwan (24 tháng 6 năm 2007)
- Short Circuit II Premium Show in Tokyo (21 tháng 7 năm 2007)
- Mutant Dwarf Presents「Dwarfたちの集い♪: 3小節目 ♪」 (29 tháng 7 - 25 tháng 8 năm 2007)
- KOTOKO Live Tour 2007 Winter (21 - 24 tháng 12 năm 2007)